# Aleksandra Nikititchna Annenskaia
Aleksandra Nikitítchna Ánnenskaia (nascida Tkatchióva; 29 de junho [11 de julho] de 1840, propriedade de Sivtsevo, província de Velikye Luki, gubernia de Pskov — 6 de maio [16 de maio] de 1915, Petrogrado, Império Russo) foi uma pedagoga e uma escritora infantil famosa do século XIX e começo do século XX, irmã de P. N. Tkatchióv, esposa de N. F. Annenski.

## Biografia
Aleksandra Nikititchna Annenskaia nasceu em 1840. Nos anos 1860, ensinava em escolas dominicais e mantinha uma escola particular.
Participou da tradução de muitas obras científicas, e contribuiu ativamente com a revista de São Petersburgo, "Semia i Shkola" (Família e Escola). Suas novelas e contos para crianças estão embebidas das ideias dos anos 1860.
Sua adaptação do livro de Daniel Defoe, "Robinson Crusoe", foi reeditada muitas vezes. Para a biblioteca biográfica de Pavlenkov, A. N. Annenskaia elaborou a biografia de N. V. Gogol, C. Dickens e F. Rabelais; para a "Detskoi biblioteki" (Biblioteca infantil), escreveu "Detstvo i iunost Bendjamina Franklina" (Infância e juventude de Benjamin Franklin).
Aleksandra Nikititchna Annenskaia morreu em 1915. Foi enterrada na ala "Literatorskie mostki" (Pontezinhas dos literatos) no Cemitério de Volkovo, em São Petersburgo, ao lado do marido.
A enciclopédia literária descreve da seguinte maneira a contribuição literária de A. N. Annenskaia: "Antes da revolução, os livros de A. constavam do núcleo fundamental de cada biblioteca infantil. Suas biografias, registros de viagens e adaptações da literatura estrangeira ainda não se tornaram obsoletas."

## Traduções

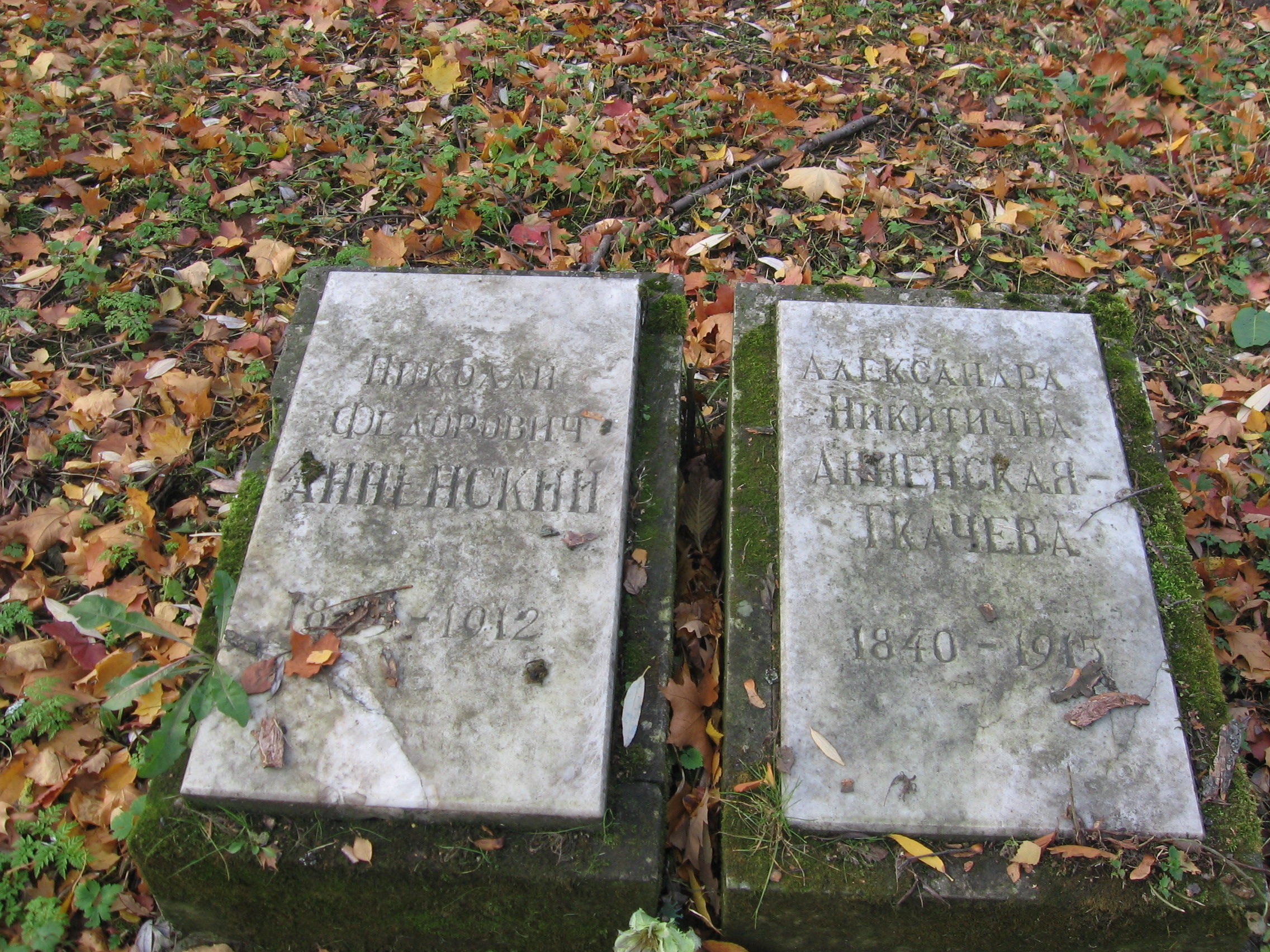
Lápides de N. F. Annenski e A. N. Annenskaia na ala "Literatorskie mostki"